# Tryghedsnarkomaner
Tryghedsnarkomaner er en digtsamling skrevet af den danske forfatter Vita Andersen. Digtsamlingen udkom i 1977 på forlaget Gyldendal. Det er en af de mest solgte digtsamlinger i Danmark gennem tiderne
med op mod 100.000 solgte eksemplarer op til 2012.
Tryghedsnarkomaner var Vita Andersens debut som forfatter. Digtenes form blev kort efter udgivelsen benævnt knækprosa, da digtene med den talesprogsnære form ikke fulgte de hidtil gældende konventioner for lyrik. Temaet i digtene tog afsæt i en kvindes (kvinders) drømme og forventninger til kærlighed og nærvær med baggrund i svigt i barndommen.